# Кристиан фон Дом
Кристиян Конрад Вилхелм фон Дом (на немски: Christian Konrad Wilhelm von Dohm) е германски историк и публицист.

## Биография
Той е роден на 11 декември 1751 година в Лемго, графство Липе. Дом е сред първите общественици, които се застъпват за предоставяне на равни граждански права на евреите с християните. По идея на Мозес Менделсон той публикува двутомния труд „За гражданското усъвършенстване на евреите“ („Über die Bürgerliche Verbesserung der Juden“, 1781).
Кристиан фон Дом умира на 29 май 1820 година в Нордхаузен.

## Избрана библиография
- Über die bürgerliche Verbesserung der Juden. 2 Teile in 1 Bd. Berlin u. Stettin 1781 – 83 u. Kaiserslautern 1891. Nachdruck: Olms, Hildesheim [u. a.] 1973.
  - Band 1, Berlin und Stettin 1781, 2. Auflage, Berlin und Stettin 1783
  - Band 2, Berlin und Stettin 1783 (електронно копие)
- Über die bürgerliche Verbesserung der Juden. Kritische und kommentierte Studienausgabe. Hrsg. von Wolf Christoph Seifert. Wallstein, Göttingen 2015, ISBN 978-3-8353-1699-7
- Denkwürdigkeiten meiner Zeit oder Beiträge zur Geschichte vom letzten Viertel des achtzehnten und vom Anfang des neunzehnten Jahrhunderts 1778 bis 1806
  - Band 1, Lemgo und Hannover 1814
  - Band 2, Lemgo und Hannover 1815
  - Band 3, Lemgo und Hannover 1817
  - Band 4, Lemgo und Hannover 1819